# Rieumes
Rieumes (okzitanisch: Riumas) ist eine französische Gemeinde mit 3564 Einwohnern (Stand: 1. Januar 2022) im Département Haute-Garonne und der Region Okzitanien. Die Gemeinde gehört zum Arrondissement Muret und zum Kantons Cazères. Die Bewohner werden Rieumois(es) genannt.

## Geographie
Durch die Gemeinde fließt die Bure, ein Nebenfluss der Touch, die die Gemeinde im Südosten begrenzt. Am Nordrand der Gemeinde liegt der Lac de l’Esperes. Umgeben wird Rieumes von den Nachbargemeinden Beaufort im Norden, Sainte-Foy-de-Peyrolières im Norden und Nordosten, Poucharramet im Osten, Bérat im Südosten, Savères im Süden, Lautignac im Südwesten, Plagnole und Forgues im Westen sowie Lahage und Montgras im Nordwesten.

## Bevölkerungsentwicklung
| Jahr                      | 1962 | 1968 | 1975 | 1982 | 1990 | 1999 | 2006 | 2011 |
| Einwohner                 | 1772 | 1987 | 2084 | 2341 | 2414 | 2601 | 3159 | 3408 |
| Quelle: Cassini und INSEE |      |      |      |      |      |      |      |      |

## Sehenswürdigkeiten

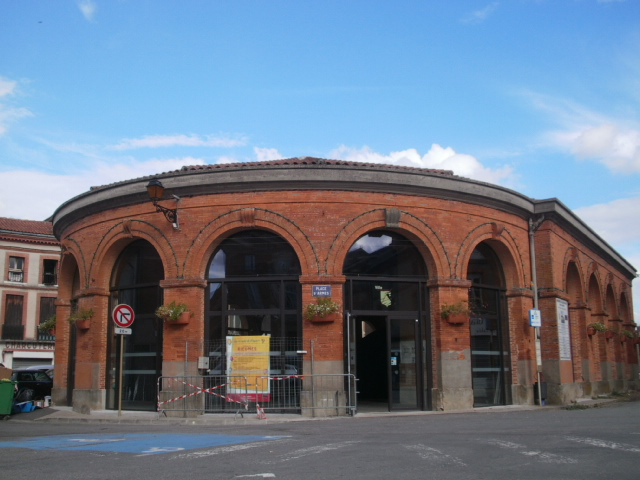
Markthalle von Rieumes

- Kirche Saint-Gilles mit Orgel aus dem Jahre 1854, Monument historique
- Markthalle, seit 2004 Monument historique
- Wasserturm aus dem Jahr 1896
- Kapelle de l’Ormette

## Persönlichkeiten
- Jean Suau (1503–1566), Kardinal und Bischof von Mirepoix